# Homosexualität in Mali

Geografische Lage von Mali

Homosexualität ist in Mali tabuisiert, homosexuelle Handlungen sind seit Dezember 2024 strafbar.

## Geschichte
Homosexuelle Handlungen waren bis Dezember 2024 legal. Auch damals existierte weder ein Antidiskriminierungsgesetz noch eine staatliche Anerkennung von gleichgeschlechtlichen Paaren durch gleichgeschlechtliche Ehe oder eingetragene Partnerschaft.